# Johann Heinrich von Brunn
Johann Heinrich von Brunn (* 26. März 1908 in Dessau; † 3. Mai 1983 in Meran) war ein deutscher Verbandsjurist.

## Leben
Johann Heinrich v. Brunns Vater war der Köthener Kreisdirektor Julius v. Brunn, der mit Margarete, geb. Holzapfel verheiratet war. Johann Heinrich von Brunn besuchte das humanistische Gymnasium in Köthen. Nach dem Abitur studierte er zunächst an der Hessischen Ludwigs-Universität Rechts- und Staatswissenschaften. Von Ostern 1926 bis Ostern 1927 war er im Corps Starkenburgia aktiv, seit dem 2. Dezember 1926 als Corpsschleifenträger. Seit dem 27. Januar 1927 Inaktiver, wechselte er an die Universität Wien und die Friedrichs-Universität Halle. In Halle bestand er 1931 das Referendarexamen. 1933 wurde er mit seiner Dissertation Die gewillkürte Prozeßstandschaft magna cum laude zum Dr. iur. promoviert. Nach der Assessorprüfung ging er als Syndikus und Prokurist zur  Deutschen Automobil Treuhand nach Berlin. 
1945 entlassen, blieb er zunächst in der Sowjetischen Besatzungszone, bevor er 1948 in die Britische Besatzungszone wechselte und sich dort in Braunschweig als Rechtsanwalt niederließ. In der Folge wurde er juristischer Berater der Benteler AG in Bielefeld. 1951 wurde er dort zum Geschäftsführer berufen. 1968 wurde er zum Präsidenten des Verbandes der Automobilindustrie gewählt, als der er bis 1978 wirkte. Im selben Jahr trat er in den Ruhestand. In Bad Homburg war er Presbyter. 
Er war passionierter Jäger und engagierte sich für Rotary International. Beigesetzt wurde er auf dem Bad Homburger Waldfriedhof.
Der Vorgeschichtler Wilhelm Albert von Brunn war ein jüngerer Bruder.

## Ehrungen
- Ehrennadeln (Silber und Gold) und Ehrenmitgliedschaft der  Deutschen Verkehrswacht
- Bundesverdienstkreuz 1. Klasse (1969)[5]
- Dieselring (1976)
- Ehrenpräsident des VDA
- Ehrenrat des Corps Starkenburgia
- Großes Bundesverdienstkreuz (1976)[5]
- Rechtsritter der Provinzial-Sächsischen Genossenschaft des Johanniterordens

## Schriften
- Die formularmäßigen Vertragsbedingungen der deutschen Wirtschaft. Der Beitrag der Rechtspraxis zur Rationalisierung. Köln, 2. Auflage, 1956.
- Wettbewerbsprobleme der Automobilindustrie. Köln 1979.